# オットー・マイヤーホフ
オットー・フリッツ・マイヤーホフ（Otto Fritz Meyerhof、1884年4月12日 - 1951年10月6日）はドイツ生まれの生化学者、医師。

## 生涯
マイヤーホフはユダヤ人の裕福な両親の息子として、ハノーファーに生まれた。子供時代はベルリンで過ごし、医学の勉強を始めた。ストラスブール、ハイデルベルクでも学習を続け、1909年、精神疾患における心理学的理論の適応の研究を行って大学を卒業した。ハイデルベルクでは後に妻になるヘドウィグ・シャレンバーグと知り合った。夫妻は1人の娘と2人の息子に恵まれた。
1912年、彼はキール大学に移籍し、1918年に教授となった。1922年、彼は筋肉における乳酸生成と代謝の研究でアーチボルド・ヒルとともにノーベル生理学・医学賞を受賞した。1929年から1938年まで、彼はマックス・プランク医学研究所に勤めた。1938年にはナチスから逃れるためにパリに渡り、1940年にアメリカ合衆国に移住してフィラデルフィアのペンシルベニア大学客員教授となった。
マイヤーホフは67歳の時、心臓発作によりフィラデルフィアで亡くなった。